# 藪下達久
藪下 達久（やぶしたたつひさ）は、日本のゲームクリエイター・ゲームプロデューサー・ミュージシャン。「ワニワニパニック」「クイック&クラッシュ」など多数のアーケードゲームの生みの親として知られる。太鼓の達人のプロデューサーとしても、活躍をした。東京都葛飾区出身。東京都立深川高等学校、東京経済大学出身。バンダイナムコエンターテインメント所属。

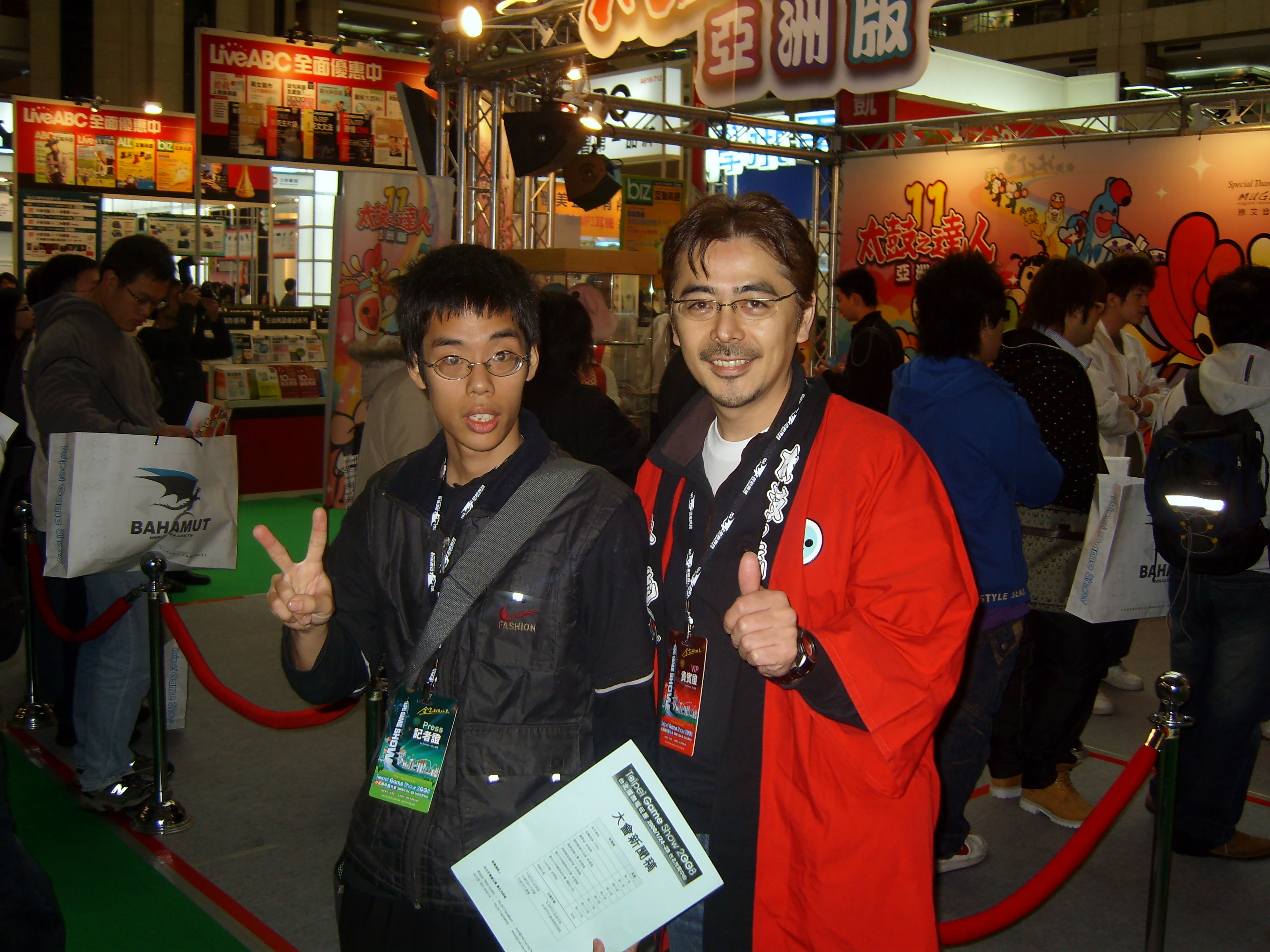
藪下達久（右）

2023年からは、横浜ロックサークルの代表も務める
https://rock-circle.yokohama

## 人物
愛称は「ヤブちゃん」。
ワニワニパニックや太鼓の達人など、数々のアーケードゲームの開発を手がける。
また国内外の大学にて、デジタルクリエイター向けの講義もおこなってきた。
ミュージシャンとしての活動はベースを務める。

## 主な担当作品
- 小龍馬くん
- がんこ職人
- ワニワニパニック
- カーニバルII　妖怪道中記
- カーニバルV　ウイニングラン
- ラッコちゃんの　おやつだ～いすき！
- カプセルサッカー
- コズモギャングス
- SHOW REVIEW
- ワニワニパニック　グランプリ
- 花博　カーニバル　ポンキャップ
- ちびまる子ちゃん　えんそくバス
- バブルトラブル
- ゴジラVSキングギドラ
- ゴジラウォーズ
- ジャンボゴジラ
- ワニワニパニック２
- ポケットレーサー
- ゴジラメリー
- パンチーン　パイレーツ
- ファミリーボウル
- ポップンドライブ
- クイック&クラッシュ
- 包丁の達人
- ナイスピンポン２
- グラスでドンピシャ！
- 太鼓の達人(5 - 14)[3]
- 太鼓の達人　日本の心
- 太鼓の達人　亜州版１１／１２（中国／香港／台湾向け）
- 新・太鼓の達人V1-V3